# Спортивная арена имени Ласло Паппа
Спортивная арена имени Ласло Паппа (венг. Papp László Budapest Sportaréna), также известная как Спортивная арена Будапешта — универсальная арена в Будапеште. Она является самым большим спортивным комплексом в Венгрии. Стадион назван в честь боксёра Ласло Паппа.

## История стадиона
Арена вмещает 12 500 зрителей во время проведения концертов, до 11 390 на соревнованиях по боксу и 9 479 на хоккейных матчах. Стадион был построен на месте старой арены, которая сгорела в декабре 1999 года.
Строительство арены началось 30 июня 2001 года на месте старого стадиона, построенного в 1982 году. Он сгорел в результате пожара 15 декабря 1999 года. Строительство было завершено в течение полутора лет, открытие Спортивной арены Будапешта состоялось 13 марта 2003 года. С 28 мая 2004 года спортивное сооружение носит имя выдающегося венгерского боксёра Ласло Паппа.
Сооружение весит 200 000 тонн и содержит 50 000 тонн бетона, 2 300 тонн стали, более чем 11 миллионов болтов и несколько километров кабелей.
На многофункциональной арене могут проводиться почти любые виды спорта, например игры с мячом, гимнастические соревнования, хоккейные матчи, турниры по лёгкой атлетике, соревнования по экстремальным видам спорта (например, мотокроссу) и другие.
Первым крупным соревнованием, проведённым на Спортивной арене Будапешта, стал турнир 
- первого дивизиона чемпионата мира по хоккею с шайбой 2003 года,

на котором хозяева финишировали на третьем месте. В следующем году был проведён чемпионат мира по лёгкой атлетике в помещении (с 5 по 7 марта), в том же году здесь прошёл женский чемпионат Европы по гандболу. В 2005 году на арене проходил чемпионат мира по борьбе.
В 2007 году своё восьмидесятилетие праздновала Венгерская хоккейная федерация, в честь чего был проведён товарищеский матч со сборной Швеции на этой арене (шведы на тот момент являлись действующими олимпийскими чемпионами). В упорной борьбе венгры выстояли в основное время и победили в овертайме со счётом 2:1, на матче присутствовало 8 тысяч зрителей.
С 2008 здесь ежегодно проводится турнир Tennis Classics, выставочный теннисный турнир, в котором участвуют известные игроки, часть из которых уже завершила карьеру. Здесь играли Стефан Эдберг, Матс Виландер, Иван Лендл, Томан Мустер, Робин Сёдерлинг и Томаш Бердых.
В 2010 году на арене проводилась часть матчей чемпионата Европы по мини-футболу, этот турнир также проходил в Дебрецене.
- Первый дивизион чемпионата мира по хоккею с шайбой 2011.

Женский чемпионат Европы по гандболу 2014 года прошёл здесь, а также в Хорватии. Финальные матчи и полуфиналы были проведены на арене имени Ласло Паппа.
Здесь ежегодно с 2014 года проходит Финал четырёх женской лиги чемпионов по гандболу.
- Чемпионат Европы по художественной гимнастике 2017
- Группа H Квалификационного хоккейного турнира зимней Олимпиады 2018

На арене будут проведены игры мужского чемпионата Европы по гандболу в 2022 году.